# Trem ligeiro de Dortmund
O trem ligeiro de Dortmund é um sistema de trem ligeiro que serve a cidade alemã de Dortmund.